# (6007) Billevans
(6007) Billevans est un astéroïde de la ceinture principale.

## Description
(6007) Billevans est un astéroïde de la ceinture principale. Il fut découvert le 28 janvier 1990 à Kushiro par Seiji Ueda et Hiroshi Kaneda. Il présente une orbite caractérisée par un demi-grand axe de 2,41 UA, une excentricité de 0,19 et une inclinaison de 4,4° par rapport à l'écliptique.
L'astéroïde est nommé en l'honneur du pianiste de jazz Bill Evans (1929-1980).

## Compléments